# IC 3187
IC 3187 је спирална галаксија у сазвјежђу Дјевица која се налази на листи објеката дубоког неба у Индекс каталогу.
Деклинација објекта је + 11° 9' 41" а ректасцензија 12h 20m 54,8s. Привидна величина (магнитуда) објекта IC 3187 износи 14,7 а фотографска магнитуда 15,4. IC 3187 је још познат и под ознакама CGCG 70-23, VCC 443, PGC 39871.